# Drepanidinae
Sous-famille
Les Drepanidinae (ou drépanidinés), parfois appelés guêpiers de Hawaï, étaient une sous-famille d'oiseaux de la famille des Fringillidae. Cette sous-famille était parfois considérée comme une famille distincte, les Drepanididae . Elle est aujourd'hui intégrée dans la sous-famille des Carduelinae. 
Ces passereaux sont connus pour leur endémisme à l'archipel d'Hawaï où le groupe a connu une radiation évolutive importante avec des espèces s'adaptant à des niches écologiques variées. De ce fait la morphologie de ces oiseaux a également évolué avec notamment des becs de forme très différente (conique et massif, étroit et courbé, fin et pointu). L'introduction d'animaux domestiques par les colons européens (chats, chiens, cochons, chèvres, etc.) a eu un impact catastrophique sur les Drepanidinae et les essences végétales dont ils se nourrissaient. Sur les 23 espèces connues huit ont déjà disparu depuis le XIXe siècle et de nombreuses espèces restent très menacées malgré les efforts de conservation. 